# 沖田芳夫

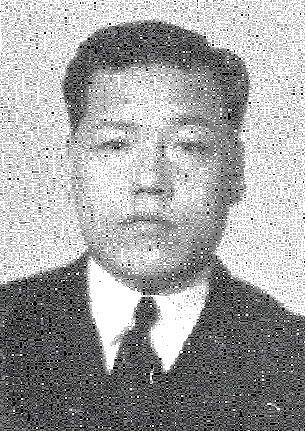
沖田芳夫

沖田 芳夫（おきた よしお、1903年3月28日 - 2001年4月28日）は、日本の陸上競技選手・陸上競技指導者。アムステルダムオリンピック陸上男子円盤投・ハンマー投代表。元円盤投・ハンマー投日本記録保持者。元早稲田大学競走部主将、監督、OB会(早稲田アスレチック倶楽部)会長(代表)。元日本陸上競技連盟審議員。広島県広島市向洋大原（現南区向洋大原町）出身。旧制広島一中（現広島県立国泰寺高等学校）、第一早稲田高等学院、早稲田大学商学部卒業。

## 経歴・人物
広島一中で織田幹雄の一学年上で親友、広島一中への登校が一緒になり付き合いが始まった。中学時代はテニス部。しかし72キロの巨漢で駆り出されて全国中等学校大会に出場し砲丸投で優勝、織田と共に一時代を築いた。1924年、早稲田大学進学後、早大競走部で本格的に陸上競技を開始し、瞬く間に日本のトップ選手に成長。同年、第2回早慶陸上で円盤投で優勝。以後、第6回大会まで4連覇を達成。この種目のレベルを引き上げた。1928年、早大在学中にアムステルダムオリンピックに出場。また、日本インカレで史上初めて砲丸投げ・円盤投・ハンマー投の3冠に輝き「投てき王」の名をほしいままにした。早大時代は競走部主将を務めた。早大競走部の主将は、織田、沖田、住吉耕作と三代広島出身選手が引き継いだ。在学中沖田は、彫りの深いエキゾチックな顔立ちを生かし、夜な夜なダンスホールに通うなどモダンボーイとして鳴らした。また大食漢としても知られ、早大時代に同じ下宿に住んでいた織田の2倍の食事代を支払っていたという。現役中に日本陸上選手権優勝通算9回（円盤投5回・ハンマー投4回）、日本記録更新15回（円盤投9回・ハンマー投6回）という大記録を打ち立てた。早稲田スポーツの先駆者の一人である。
引退後は後進の育成に力を注ぎ、1932年のロサンゼルスオリンピックでは日本選手団指導員、1936年のベルリンオリンピックでは日本選手団ヘッドコーチとしてチームを支えた。戦後は母校・早稲田大学競走部監督に就任し、1957年、1958年と日本学生陸上競技対校選手権大会優勝に導いて1966年まで指揮を執った。また長くOB会長の任にあり温厚、滋味溢れる人柄で後輩の敬愛を集めた。1973年、勲四等瑞宝章受章。1993年、90歳の時、盟友の織田らに請われて宮崎県で開催された第10回世界ベテランズ選手権に出場。男子90-94歳のクラスに出場し、円盤投とハンマー投で金メダルを獲得した。
このとき記録したハンマー投12m10の記録は長らくマスターズ記録として残っていた。
多趣味で知られ、中でも浪曲・佐渡おけさ・ダンス・俳句は玄人はだしであったという。
2001年、98歳で肺炎を発症し大往生した。沖田の死後、義妹の熊坂久美子が沖田の遺品を早稲田大学大学史資料センターに寄付。現在は同所に保管されている。香道家で香道御家流桂雪会理事長を務めた沖田武子は妻である。